# فارست هیل، نیو ساوت ولز
فارست هیل (به انگلیسی: Forest Hill) یک حومه شهر در استرالیا است که در واگا واگا واقع شده‌است.